# Рейтан-Сунне, Йеспер
Йеспер Рейтан-Сунне (норв. Jesper Reitan-Sunde; род. 31 января 2006, Тронхейм) — норвежский футболист, полузащитник клуба «Русенборг».

## Клубная карьера
Рейтан-Сунне — воспитанник клубов «Нардо» и «Русенборг». 2 апреля 2024 года в матче против «Саннефьорда» он дебютировал в Типпелиге в составе последних. 20 мая в поединке против «Тромсё» Йеспер забил свой первый гол за «Русенборг». 